# Anjelica Huston
Pour les articles homonymes, voir Huston.
Anjelica Huston [ænˈd͡ʒɛlɪkə ˈhjuːstən], née le 8 juillet 1951 à Santa Monica, est une actrice et réalisatrice américaine de cinéma et de télévision.
Fille de John Huston, elle tourne plusieurs films sous sa direction (en particulier les deux derniers de son père : L'Honneur des Prizzi, qui lui vaut l'Oscar de la meilleure actrice dans un second rôle, et Gens de Dublin).
Elle se fait également connaître du grand public en tant qu'interprète du personnage de Morticia Addams dans La Famille Addams (1991) et Les Valeurs de la famille Addams (1993).
Elle réalise deux films : Bastard Out of Carolina (1996) et Agnes Browne (1999).

## Biographie
Anjelica Huston est la fille du réalisateur John Huston et de la mannequin et ballerine Enrica ("Ricki") Soma (morte dans un accident de voiture). Son grand-père paternel est l'acteur Walter Huston. Elle est aussi la sœur de Danny Huston. Elle grandit dans le comté de Galway à St Clerans en Irlande et est pensionnaire dans un couvent. Elle a étudié au lycée français de Londres. Les deux premiers films dans lesquels elle apparaît, Davey des grands chemins (1969) et Promenade avec l'amour et la mort (1969), sont réalisés par son père, qui a lui-même été acteur auparavant.
Anjelica Huston reçoit l'Oscar de la meilleure actrice dans un second rôle pour L'Honneur des Prizzi, dans lequel elle interprète Maerose Prizzi. Elle est la troisième personne de la famille Huston, après son grand-père puis son père, à obtenir la prestigieuse statuette. Elle obtient aussi cinq Emmy Awards pour son travail à la télévision.
Elle joue la maîtresse encombrante de Martin Landau dans Crimes et Délits de Woody Allen, et la vénéneuse Lilly, mère de John Cusack, dans Les Arnaqueurs de Stephen Frears.
Le grand public la connaît en tant qu'interprète du personnage de Morticia Addams dans La Famille Addams (1991) et Les Valeurs de la famille Addams (1993). Elle a participé en 1986 à un court métrage en 3D de Francis Ford Coppola et de George Lucas pour les parcs à thèmes Disney intitulé Captain Eo, où elle donne la réplique à Michael Jackson.
Anjelica Huston a réalisé Bastard Out of Carolina (1996) et Agnes Browne (1999).
En 2023, elle est annoncée à la distribution de la série d'animation Star Wars: Visions, dans laquelle elle prête sa voix au personnage de la mère Sith dans l'épisode Screecher’s Reach prévu pour mai 2023.

## Vie privée
Elle fut la compagne du photographe Bob Richardson (en) puis de l'acteur Jack Nicholson de 1973 à 1989. Le 23 mai 1992, elle épouse le sculpteur Robert Graham Jr, mort le 28 décembre 2008.

## Filmographie

### Cinéma
- 1967 : Casino Royale, de Val Guest, Ken Hughes, John Huston, Joseph McGrath et Robert Parrish (non créditée)
- 1969 : Davey des grands chemins (Sinful Davey), de John Huston (non créditée)
- 1969 : Hamlet, de Tony Richardson
- 1969 : Promenade avec l'amour et la mort (A Walk with Love and Death), de John Huston
- 1975 : Vol au-dessus d'un nid de coucou (One Flew Over the Cuckoo's Nest), de Miloš Forman (non créditée)
- 1976 : Le Pirate des Caraïbes (Swashbuckler) de James Goldstone
- 1976 : Le Dernier Nabab (The Last Tycoon), d'Elia Kazan
- 1981 : Le facteur sonne toujours deux fois (The Postman Always Rings Twice), de Bob Rafelson
- 1982 : The Comic Book Kids, de Gene Weed
- 1982 : Frances, de Graeme Clifford
- 1984 : Spın̈al Tap (This Is Spinal Tap), de Rob Reiner
- 1984 : Les Guerriers des étoiles (The Ice Pirates), de Stewart Raffill
- 1985 : L'Honneur des Prizzi (Prizzi's Honor), de John Huston: Maerose Prizzi.
- 1986 : Good to Go, de Blaine Novak
- 1986 : Captain Eo, de Francis Ford Coppola (court-métrage): The Supreme Leader
- 1987 : Jardins de pierre (Gardens of Stone), de Francis Ford Coppola
- 1987 : Gens de Dublin (The Dead), de John Huston
- 1988 : Une poignée de cendre (A Handful of Dust), de Charles Sturridge
- 1988 : Mr. North, de Danny Huston : Persis Bosworth-Tennyson
- 1989 : Crimes et Délits (Crimes and Misdemeanors), de Woody Allen : Dolores Paley
- 1989 : Ennemies, une histoire d'amour, de Paul Mazursky
- 1990 : Les Sorcières (The Witches), de Nicolas Roeg : Miss Eva Ernst/Grand High Witch
- 1990 : Les Arnaqueurs (The Grifters), de Stephen Frears : Lilly Dillon
- 1991 : La Famille Addams (The Addams Family), de Barry Sonnenfeld : Morticia Addams
- 1992 : Rabbit Ears, Rip Van Winkle (vidéo) (court-métrage)
- 1993 : Meurtre mystérieux à Manhattan (Manhattan Murder Mystery), de Woody Allen
- 1993 : Les Valeurs de la famille Addams (Addams Family Values), de Barry Sonnenfeld : Morticia Addams
- 1995 : La Famille Perez (The Perez Family), de Mira Nair
- 1995 : Crossing Guard (The Crossing Guard), de Sean Penn
- 1998 : Buffalo '66, de Vincent Gallo
- 1998 : Phoenix, de Danny Cannon
- 1998 : À tout jamais (Ever After), d'Andy Tennant: la baronne Rodmilla de Ghent
- 1999 : Agnes Browne (Agnes Browne), d'Anjelica Huston
- 2000 : La Coupe d'or (The Golden Bowl), de James Ivory
- 2001 : L'Homme d'Elysian Fields (The Man from Elysian Fields), de George Hickenlooper
- 2001 : La Famille Tenenbaum (The Royal Tenenbaums), de Wes Anderson : Etheline Tenenbaum.
- 2002 : Créance de sang (Blood Work), de Clint Eastwood
- 2002 : Barbie, princesse Raiponce (Barbie as Rapunzel), d'Owen Hurley (vidéo) (voix)
- 2003 : École paternelle (Daddy Day Care), de Steve Carr : Mademoiselle Harridan
- 2003 : Kaena, la prophétie, de Chris Delaporte et Pascal Pinon (doublage américain)
- 2004 : La Vie aquatique (The Life Aquatic with Steve Zissou), de Wes Anderson : Eleanor Zissou
- 2006 : Art School Confidential, de Terry Zwigoff
- 2006 : These Foolish Things, de Julia Taylor-Stanley
- 2006 : Material Girls, de Martha Coolidge : Fabiella
- 2007 : À bord du Darjeeling Limited, de Wes Anderson
- 2007 : Seraphim Falls, de David Von Ancken : Madame Louise Fair
- 2008 : Choke de Clark Gregg
- 2010 : C'était à Rome de Mark Steven Johnson : Celeste, la patronne de Beth
- 2011 : 50/50 de Jonathan Levine : Diane
- 2011 : Horrid Henry: The Movie (Horrible Henry: Le Film) de Nick Moore : Mme Battle-Axe
- 2011 : The Big Year de David Frankel : Annie Auklet
- 2016 : The Master Cleanse de Bobby Miller : Lily
- 2017 : Trouble de Theresa Rebeck : Maggie
- 2017 : The Watcher in the Woods de Melissa Joan Hart : Mme Aylwood
- 2018 : L'Île aux chiens (Isle of Dogs) de Wes Anderson : le caniche muet (voix)
- 2019 : John Wick Parabellum de Chad Stahelski : la directrice
- 2020 : Anya (Waiting for Anya) de Ben Cookson : veuve Horcada
- 2021 : The French Dispatch de Wes Anderson : la narratrice
- 2025 : Ballerina de Len Wiseman : la directrice

### Télévision
- 1982 : Laverne et Shirley (Laverne & Shirley) (série télévisée) (épisodes A Affair to Forget et The Fashion Show)
- 1983 : A Rose for Emily (TV), de Lyndon Chubbuck (court-métrage)
- 1984 : Faerie Tale Theatre, de Nicholas Meyer (série télévisée) (épisodes The Nightingale et Beauty and the Beast)
- 1984 : The Cowboy and the Ballerina, de Jerry Jameson
- 1993 : Family Pictures (en), de Philip Saville
- 1989 : Lonesome Dove, de Simon Wincer (feuilleton TV)
- 1993 : Les Soldats de l'espérance (And the Band Played On), de Roger Spottiswoode : Dr Betsy Reisz
- 1995 : Buffalo Girls, de Rod Hardy
- 2000 : Pass the Mic, d'Antony Adel (série télévisée) (épisode Huston-West-Cassidy)
- 2001 : Les Brumes d'Avalon (The Mists of Avalon), d'Uli Edel (feuilleton TV) : Viviane
- 2004 : Volonté de fer (Iron Jawed Angels), de Katja von Garnier
- 2008 : Médium (saison 4): Cynthia Keener
- 2012-2013 : Smash de Theresa Rebeck (TV) : Eileen Rand
- 2015-2016 : Transparent (série télévisée) : Vicki
- 2017 : Ne vous promenez pas dans les bois... : Mrs. Aylwood
- 2023 : Star Wars: Visions : la mère Sith (animation, saison 2, épisode Screecher’s Reach)
- 2024 : Star Wars: The Bad Batch : Isa Durand (animation, saison 3, épisode Sentiers inconnus)

## Distinctions

### Récompenses
- Kansas City Film Critics Circle Awards 1985 : meilleure actrice dans un second rôle pour L'Honneur des Prizzi
- Los Angeles Film Critics Association Awards 1985 : Meilleure actrice dans un second rôle pour L'Honneur des Prizzi
- Boston Society of Film Critics Awards 1986 : Meilleure actrice dans un second rôle pour L'Honneur des Prizzi
- Oscars 1986 : Meilleure actrice dans un second rôle pour L'Honneur des Prizzi
- 1989 : Kansas City Film Critics Circle Awards de la meilleure actrice dans un second rôle pour Ennemies, une histoire d'amour
- Boston Society of Film Critics Awards 1990 : Meilleure actrice pour Les Sorcières et pour Les Arnaqueurs
- Los Angeles Film Critics Association Awards 1990 : Meilleure actrice pour Les Sorcières et pour Les Arnaqueurs
- ShoWest Convention 1990 : Lauréate du Prix de la star féminine de l'année
- Festival international du film de San Francisco 1991 : Lauréate du Prix Piper-Heidsieck
- Chlotrudis Awards 1996 : Lauréate du Prix Chloe
- Women in Film Crystal Awards 1996 : Lauréate du Prix Crystal
- Golden Apple Awards 1998 : Lauréate du Prix de la star féminine de l'année
- Elle Women in Hollywood Awards 1999 : lauréate du Prix Icon partagée avec Meg Ryan, Susan Sarandon et Amy Pascal
- New York Women in Film & Television 1999 : lauréate du Prix Muse
- Festival international du film de Saint-Sébastien 1999 : lauréate du prix Donostia pour l'ensemble de sa carrière.
- Festival du film de Taormine 2000 : lauréate du prix Taormina Arte
- Hasty Pudding Theatricals 2003 : lauréate du Prix de la star féminine de l'année
- Taos Talking Picture Festival 2004 : lauréate du Prix Maverick
- Golden Globes 2005 : Meilleure actrice dans un second rôle dans une série, une mini-série ou un téléfilm pour Volonté de fer
- Festival international du film de Locarno 2008 : lauréate du prix de l’excellence pour sa polyvalence et sa présence imposante à l'écran

### Nominations
- British Academy Film Awards 1986 : Meilleure actrice dans un second rôle pour L'Honneur des Prizzi
- Golden Globes 1986 : Meilleure actrice dans un second rôle pour L'Honneur des Prizzi
- Primetime Emmy Awards 1989 : Meilleure actrice dans une mini-série ou un téléfilm pour Lonesome Dove
- Golden Globes 1990 : Meilleure actrice dans un second rôle dans une série, une mini-série ou un téléfilm pour Lonesome Dove
- Oscars 1990 : Meilleure actrice dans un second rôle pour Ennemies, une histoire d'amour
- British Academy Film Awards 1991 : Meilleure actrice dans un second rôle pour Crimes et délits
- Chicago Film Critics Association Awards 1991 : Meilleure actrice pour Les Arnaqueurs
- Dallas-Fort Worth Film Critics Association Awards 1991 : meilleure actrice pour Les Arnaqueurs
- Film Independent Spirit Awards 1991 : meilleure actrice principale pour Les Arnaqueurs
- Golden Globes 1991 : Meilleure actrice pour Les Arnaqueurs
- Oscars 1991 : Meilleure actrice pour Les Arnaqueurs
- Golden Globes 1992 : Meilleure actrice pour La Famille Addams
- Golden Globes 1994 :
  - Meilleure actrice pour Les Valeurs de la famille Addams
  - Meilleure actrice dans une mini-série ou un téléfilm Family Pictures
- Primetime Emmy Awards 1995 : Meilleure actrice dans une mini-série ou un téléfilm pour Buffalo Girls
- Festival de Cannes 1996 : Nomination au Prix de la Caméra d'or pour Bastard Out of Carolina
- Directors Guild of America Awards 1996 : meilleure réalisatrice dans un téléfilm ou une mini-série pour Bastard Out of Carolina
- Golden Globes 1996 : Meilleure actrice dans un second rôle pour Crossing Guard
- Primetime Emmy Awards 1997 : Meilleure réalisation pour une mini-série ou un téléfilm pour Bastard Out of Carolina
- Primetime Emmy Awards 2002 : Meilleure actrice dans un second rôle dans une mini-série ou un téléfilm pour Buffalo Girls
- Primetime Emmy Awards 2004 : Meilleure actrice dans un second rôle dans une mini-série ou un téléfilm pour Volonté de fer
- Primetime Emmy Awards 2008 : Meilleure actrice invitée dans une série télévisée dramatique pour Médium
- 2010 : 20/20 Awards de la meilleure actrice dans un second rôle pour Ennemies, une histoire d'amour et pour Crimes et délits
- 2011 : 20/20 Awards de la meilleure actrice pour Les Arnaqueurs

## Voix francophones
En version française, Anjelica Huston n'a pas de voix régulière. 
Elle a tout de même été doublée à sept reprises par Monique Thierry dans La Famille Addams, Meurtre mystérieux à Manhattan, Les Valeurs de la famille Addams, La Famille Tenenbaum, École paternelle, La Vie aquatique et Médium ainsi qu'à sept reprises par Béatrice Delfe dans Le Dernier Nabab, Jardins de pierre, À tout jamais, À bord du Darjeeling Limited, Smash, Ne vous promenez pas dans les bois... et The French Dispatch.
Elle a également été doublée à trois reprises par Évelyn Séléna dans L'Honneur des Prizzi, Gens de Dublin et Les Brumes d'Avalon ainsi qu'à deux reprises par Brigitte Virtudes dans Un enfant pas comme les autres et 50/50. À titre exceptionnel, elle a été doublée par Michèle Bardollet dans Le facteur sonne toujours deux fois, Sylvie Moreau dans Les Guerriers des étoiles, Anne Deleuze dans Crimes et Délits, Nadine Alari dans Les Arnaqueurs, Pauline Larrieu dans Crossing Guard, Marie-Christine Adam dans Créance de sang, Francine Laffineuse dans Seraphim Falls, Anne Caron dans Les Sorcières, Michèle André dans La Coupe d'or et Katia Tchenko dans D'après l'univers de John Wick : Ballerina.

## Publications
- A Story Lately Told: Coming of Age in Ireland, London, and New York, 2013
- Suivez mon regard [« Watch Me: A Memoir »], trad. d’Anouk Neuhoff et Stéphane Roques, Paris, Éditions de l’Olivier, 2015, 680 p.  (ISBN 978-2-87929-831-3)